# Jankho Amaya
Jankho Amaya ist eine Ortschaft im Departamento La Paz im südamerikanischen Anden-Staat Bolivien.

## Lage im Nahraum
Jankho Amaya ist zentraler Ort des Kanton Jankho Amaya im Municipio Achacachi in der Provinz Omasuyos. Die Ortschaft liegt in einer Höhe von 3846 m am südöstlichen Abschnitt des Titicacasees, sechs Kilometer nördlich der Straße von Tiquina.

## Geographie
Das Klima im Raum Jankho Amaya leitet sich ab aus der Höhenlage auf dem Altiplano und der Nähe zur großen Wasserfläche des Titicacasees, der die Temperaturschwankungen abmildert.
Die Jahresdurchschnittstemperatur liegt bei 11 °C (siehe Klimadiagramm Achacachi), wobei der Monatsdurchschnitt im kältesten Monat (Juli) mit 8 °C nur wenig von den wärmsten Monat (November bis März) mit 12 °C abweicht. Das Klima ist von Juni bis August arid mit nur sporadischen Niederschlägen und in den Sommermonaten, vor allem von Dezember bis März, ist es humid mit Monatsniederschlägen von teilweise mehr als 100 mm. Der Jahresniederschlag liegt bei etwa 600 mm.

## Verkehrsnetz
Jankho Amaya liegt in einer Entfernung von 91 Straßenkilometern nordwestlich von La Paz, der Hauptstadt des gleichnamigen Departamentos.
Von La Paz führt die asphaltierte Nationalstraße Ruta 2 über El Alto in nordwestlicher Richtung 70 Kilometer bis Huarina, von dort weiter entlang des Ufers des Titicacasees über Huatajata und Chua Cocani nach Jankho Amaya und anschließend über die Straße von Tiquina nach Copacabana und Khasani.

## Bevölkerung
Die Einwohnerzahl von Jankho Amaya ist im vergangenen Jahrzehnt um etwa ein Viertel angewachsen:
| Jahr | Einwohner         | Quelle       |
| ---- | ----------------- | ------------ |
| 1992 | keine Detaildaten | Volkszählung |
| 2001 | 388               | Volkszählung |
| 2012 | 473               | Volkszählung |
| 2024 |                   | Volkszählung |

Die Region weist einen hohen Anteil an Aymara-Bevölkerung auf, im Municipio Achacachi – zu dem die Region Huatajata bis August 2010 gehört hat – sprechen 94,1 Prozent der Bevölkerung Aymara.